# Peribatodes frimbriaria
Peribatodes frimbriaria là một loài bướm đêm trong họ Geometridae.